# Hara Masafumi
Hara Masafumi (sinh ngày 21 tháng 12 năm 1943) là một cầu thủ bóng đá người Nhật Bản.

## Đội tuyển bóng đá quốc gia Nhật Bản
Hara Masafumi thi đấu cho đội tuyển bóng đá quốc gia Nhật Bản từ năm 1970.

## Thống kê sự nghiệp
| Đội tuyển bóng đá Nhật Bản | Đội tuyển bóng đá Nhật Bản | Đội tuyển bóng đá Nhật Bản |
| Năm                        | Trận                       | Bàn                        |
| -------------------------- | -------------------------- | -------------------------- |
| 1970                       | 5                          | 0                          |
| Tổng cộng                  | 5                          | 0                          |